# 화순 월곡리 무환자나무
화순 월곡리 무환자나무는 대한민국 전라남도 화순군 도곡면 월곡리에 있는 민속자료이다. 2010년 1월 7일 화순군의 향토문화유산 제47호로 지정되었다.